# Ericsson Open 2001
Ericsson Open 2001 — тенісний турнір, що проходив на відкритих кортах з твердим покриттям. Це був 17-й турнір Мастерс Маямі. Належав до серії Tennis Masters в рамках Туру ATP 2001, а також до серії Tier I в рамках Туру WTA 2001. І чоловічий і жіночий турніри відбулись у Tennis Center at Crandon Park у Кі-Біскейні (США) з 19 березня до 2 квітня 2001 року.

## Переможниці та фіналістки

### Одиночний розряд, чоловіки
Андре Агассі —  Ян-Майкл Гембілл 7–6(7–4), 6–1, 6–0
- Для Агассі це був 3-й титул за сезон і 49-й - за кар'єру. Це був його 2-й титул Masters за сезон і 12-й - за кар'єру. Це була його 4-та перемога на цьому турнірі після 1990, 1995 і 1996 років.

### Одиночний розряд, жінки
Вінус Вільямс —  Дженніфер Капріаті 4–6, 6–1, 7–6(7–4)
- Для Вільямс це був 2-й титул за сезон і 26-й — за кар'єру. Це був її 1-й титул Tier I за сезон і 5-й — за кар'єру. Це була її 3-тя перемога на цьому турнірі після 1998 і 1999 років.

### Парний розряд, чоловіки
Їржі Новак /  Давід Рікл —  Йонас Бйоркман /  Тодд Вудбрідж 7–5, 7–6(7–3)
- Для Новака це був 1-й титул за рік і 16-й - за кар'єру. Для Рікла це був 1-й титул за рік і 20-й - за кар'єру.

### Парний розряд, жінки
Аранча Санчес Вікаріо /  Наталі Тозья —  Ліза Реймонд /  Ренне Стаббс 6–0, 6–4
- Для Санчес Вікаріо це був 1-й титул за рік і 93-й — за кар'єру. Для Тозья це був 1-й титул за рік і 30-й - за кар'єру.